# Lotuseffect

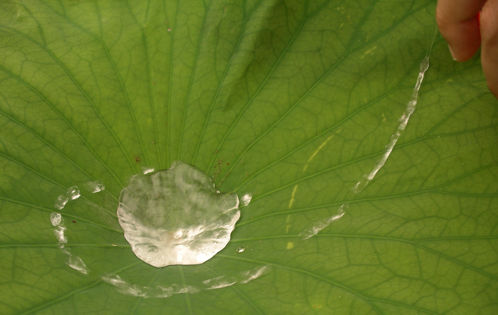
Demonstratie van het Lotuseffect

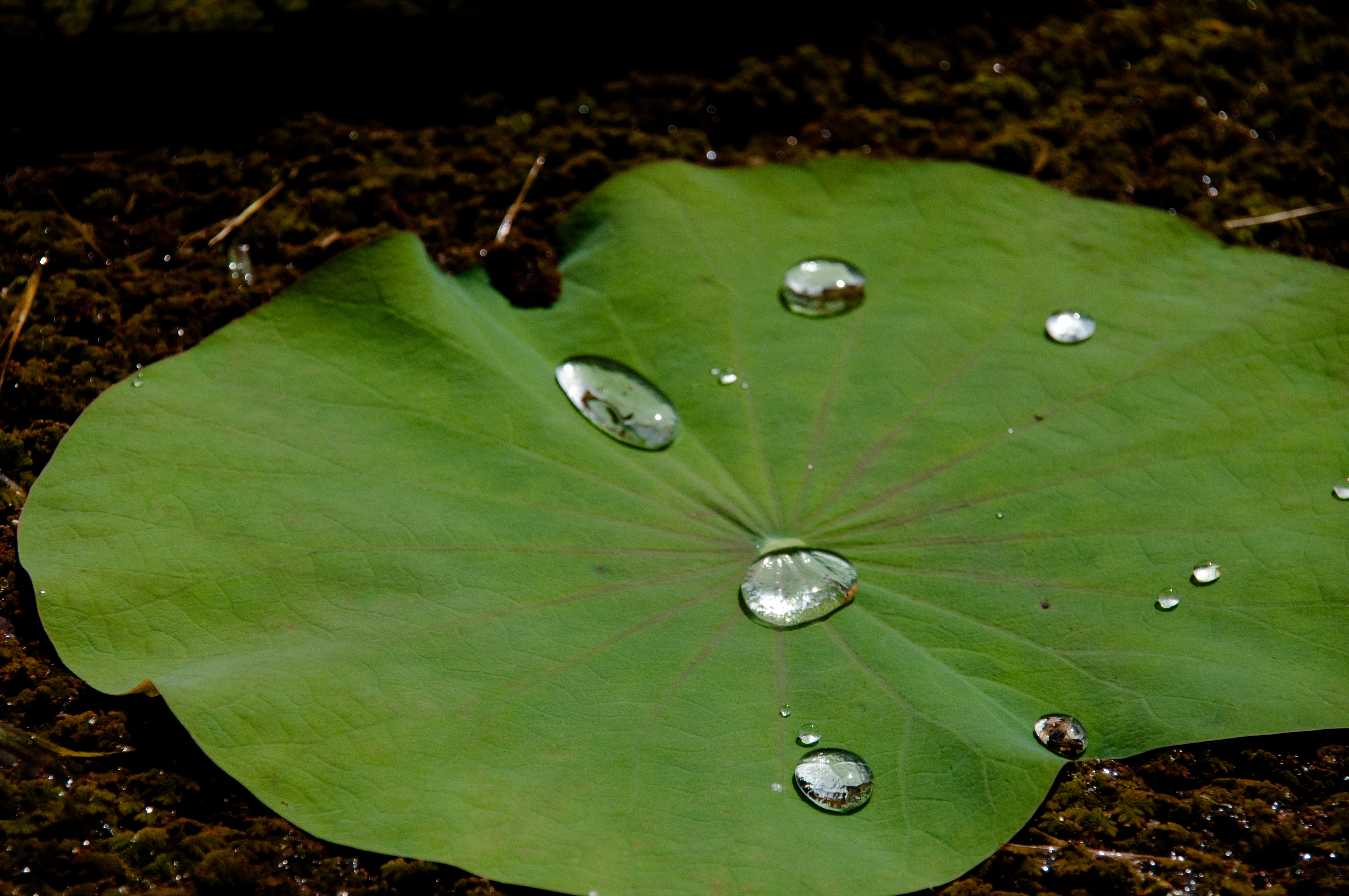
Waterdruppels op een lotusblad

Computer-gegenereerde afbeelding van het lotuseffect

Het lotuseffect is het verschijnsel dat optreedt als water of vuil op het blad van een heilige lotus terechtkomt: het blijft niet plakken. Deze zelfreinigende eigenschap is te danken aan veel kleine bultjes op microschaal op het blad. Dit is bekend geworden door het onderzoek van de Duitse botanici Wilhelm Barthlott en Christoph Neinhuis. Ook andere planten als Oost-Indische kers en kool-soorten vertonen dit effect.
Materiaalkundigen proberen dit zelfreinigende effect na te bootsen door het ontwikkelen van geavanceerde materialen. De toepassing zou bijvoorbeeld gevonden kunnen worden in vuilafstotende badkamertegels of dunne deklagen op auto's, maar ook bijvoorbeeld in gebruik in de vliegtuigindustrie, ten behoeve van het eenvoudig ijsvrij kunnen maken van romp en vleugels voor en tijdens een vlucht.
Binnen de nanotechnologie worden nu materialen ontwikkeld die deze eigenschappen overnemen. Er worden speciale verf en andere materialen ontwikkeld die deze eigenschappen krijgen. De testen met nanotechnologie in de autolak zijn nog steeds gaande maar geven diverse bijwerkingen. Met name de Duitse automerken in het hogere segment testen veelvuldig. Coatings op basis van de nanotechnologie zijn al wel ontwikkeld en succesvol getest.
Chemicus Pieter van der Wal wist het lotuseffect na te bootsen met een deklaag die uit microscopisch kleine bolletjes teflon bestaat. De bolletjes worden met polystyreenbolletjes gemengd, en met een spread- of spraycoatingtechniek aangebracht. Door de deklaag vervolgens te verhitten tot boven de 300 °C, verbrandt het polystyreen en blijft een dunne laag over die bestaat uit bolletjes teflon en kleine holtes met lucht. Zowel teflonbolletjes als luchtkamertjes zijn hydrofoob, waardoor water er snel vanaf glijdt.
|  |  |